# Gele glimmer
De gele glimmer of bruine glansloopkever (Amara fulva) is een keversoort uit de familie van de loopkevers (Carabidae). De wetenschappelijke naam van de soort werd in 1776 gepubliceerd door Otto Frederik Müller.